# Артёмов, Валентин Владимирович
Валентин Владимирович Артёмов (1928—1980) — крупный хозяйственный руководитель и организатор строительного комплекса Липецкой области, заслуженный строитель РСФСР.

## Биография
В. В. Артёмов — уроженец Липецкой области. В 1949 году окончил Липецкий горно-металлургический техникум и направлен на работу в Оренбург. Работал мастером, прорабом, начальником ремонтно-строительного цеха.
В 1957 году закончил Уральский политехнический институт и вернулся в Липецк, где работал в тресте «Липецкстрой» прорабом, а затем начальником участка. В 1966—1975 — начальник треста «Промстрой», а с 1975 — начальник Главлипецкстроя. Внёс большой вклад в развитие строительства в Липецкой области. Руководил и принимал активное участие в сооружении основных объектов Новолипецкого металлургического завода, Липецкого цементного завода, Липецкого тракторного завода, промышленных и сельскохозяйственных предприятий в Ельце, Данкове, Грязи, Добринке и др. В качестве начальника Главлипецкстроя активно занимался также развитием жилищного строительства в Липецкой области.
В. В. Артёмов неоднократно избирался депутатом областного Совета.

## Награды и звания
- Орден Ленина
- Орден Трудового Красного Знамени
- Заслуженный строитель РСФСР

## Увековечение памяти
30 июля 2008 года имя В.В. Артёмова присвоено планируемой улице в Елецком микрорайоне Липецка.